# Первый конгресс восточных женщин
Первый конгресс восточных женщин (перс. کنگره نسوان شرق‎, англ. First Eastern Women's Congress) — международная женская конференция в Сирии.
Конгресс проходил в Дамаске в Сирии с 3 по 10 июля 1930 года. Конференция была организована Всеобщим союзом сирийских женщин под руководством Нур Хамады с участием представителей из арабского мира и Восточной Азии.

## История
Сирия присоединилась к Международному альянсу женщин в 1929 году и в том же году приняла участие в 11 конференции Международного альянса за избирательные права женщин в Берлине. Берлинская конференция сформировала идею организовать женщин Ближнего Востока на международном уровне так же, как Женское движение Запада. Кроме того, параллельно с этим в 1929 году в Иерусалиме Исполнительным комитетом арабских женщин был организован Первый конгресс арабских женщин в связи с Палестинским арабским конгрессом. В результате состоялся Первый конгресс восточных женщин. Конгресс проходил в Дамаске в Сирии с 3 по 10 июля 1930 года.

## Участники
Первый конгресс восточных женщин 1930 года стал новаторским мероприятием, первым в своем роде, объединившим женщин Ближнего Востока и Азии. Призыв организовать конференцию для женщин Востока, подобную той, что была в Берлине, озвучила Сайза Набарави, на него ответила Нур Хамада, взяв на себя задачу её организации. Авра Теодоропулу присутствовала на мероприятии в качестве представителя Международного альянса за избирательное право женщин.

## Обсуждаемые темы
Обсуждались такие темы, как «равенство в законе о разводе, детских браках, труде, образовании, алкоголе, социальной гигиене, арабской литературе, ремеслах и национальной промышленности». Принятые резолюции включали отмену полигамии и детских браков, повышение возраста вступления в брак для девочек до 16 лет, введение обязательного образования для женщин и обеспечение возможности профессиональной жизни с равной оплатой за равный труд.

## Последующее мероприятие
За первым конгрессом последовал Второй конгресс восточных женщин в Тегеране в Иране в 1932 году.